# 栃木ゴールデンブレーブスの選手一覧
栃木ゴールデンブレーブスの選手一覧（とちぎゴールデンブレーブスのせんしゅいちらん）は、ベースボール・チャレンジ・リーグ（ルートインBCリーグ）の栃木ゴールデンブレーブスに所属する選手、およびかつて所属していた主な選手の一覧である。
「保有選手」「練習生」についても、本来の守備位置内に記載するとともに、ページ編集をするにあたり議論提案が出された事案を試行するため、備考欄への注記は省略する。

## 首脳陣
| 背番号 | 名前     | 役職                   |
| ------ | -------- | ---------------------- |
| 71     | 山下徳人 | 監督                   |
| 78     | 山森雅文 | ヘッドコーチ           |
| 21     | 吉川光夫 | 投手コーチ（選手兼任） |
| 22     | 内山太嗣 | バッテリーコーチ       |

## 所属選手

### 投手
| 背番号 | 選手名                                         | 投 | 打 | 備考                                                   |
| ------ | ---------------------------------------------- | -- | -- | ------------------------------------------------------ |
| 11     | 堀岡俊人                                       | 左 | 左 |                                                        |
| 12     | 竹本徹                                         | 右 | 右 |                                                        |
| 13     | 嶋田航                                         | 左 | 左 |                                                        |
| 14     | ジョアン・ガブリエル・モンテイロ・マロスティカ | 右 | 右 | 登録名「マロスティカ」 野球ブラジル代表                |
| 15     | 栗原健多                                       | 右 | 右 | 2025年新入団                                           |
| 16     | 高岸宏行                                       | 右 | 右 | お笑いコンビ・ティモンディのボケ・応援担当             |
| 17     | 成瀬善久                                       | 左 | 左 | 元・オリックス・バファローズ                           |
| 18     | 堀越歩夢                                       | 右 | 右 | 選手会長 背番号30から変更                              |
| 19     | 清水敬太                                       | 右 | 右 | 2025年新入団                                           |
| 20     | 中村拓馬                                       | 右 | 右 |                                                        |
| 21     | 吉川光夫                                       | 左 | 左 | 投手コーチ兼任 元・埼玉西武ライオンズ 背番号18から変更 |
| 29     | 熊倉柚                                         | 左 | 左 | 背番号32から変更                                       |
| 31     | 小杉竜也                                       | 右 | 右 | 2025年新入団                                           |
| 33     | アルベスリュウ                                 | 右 | 右 | 2025年新入団 登録名「アルベス」                        |
| 35     | 佐々木諒太                                     | 右 | 右 | 2025年新入団                                           |
| 41     | 西本力                                         | 右 | 右 |                                                        |
| 43     | 横尾潤                                         | 左 | 左 | 背番号35から変更                                       |
| 50     | 前原颯斗                                       | 右 | 左 |                                                        |

### 捕手
| 背番号 | 選手名   | 投 | 打 | 備考         |
| ------ | -------- | -- | -- | ------------ |
| 26     | 吉田健吾 | 右 | 右 | 2025年新入団 |
| 27     | 田代優翔 | 右 | 右 |              |
| 28     | 須永峻亮 | 右 | 右 |              |

### 内野手
| 背番号 | 選手名         | 投 | 打 | 備考                                                    |
| ------ | -------------- | -- | -- | ------------------------------------------------------- |
| 4      | 田端真陽ダッタ | 右 | 右 | 2025年新入団 登録名「ダッタ」                           |
| 6      | 楠本龍聖       | 右 | 右 | 2025年新入団                                            |
| 7      | 菅野秀斗       | 右 | 左 | 背番号36から変更                                        |
| 23     | 中村星哉       | 右 | 右 | 2025年新入団 登録名「星哉」                             |
| 51     | 和気悠飛       | 右 | 左 |                                                         |
| 52     | 川﨑宗則       | 右 | 左 | 元・福岡ソフトバンクホークス テクニカルアドバイザー兼任 |
| 60     | 小野勝利       | 右 | 右 | 背番号8から変更                                         |

### 外野手
| 背番号 | 選手名     | 投 | 打 | 備考                          |
| ------ | ---------- | -- | -- | ----------------------------- |
| 0      | 田代優晟   | 右 | 左 | 登録名「優晟」                |
| 1      | 小倉由靖   | 右 | 左 | キャプテン 背番号23から変更   |
| 5      | 鈴木智也   | 右 | 左 | 2025年新入団                  |
| 8      | 三方陽登   | 右 | 右 | 2025年新入団                  |
| 36     | 平山大智   | 右 | 左 | 2025年新入団                  |
| 37     | 遠藤桃次郎 | 右 | 左 | 2025年新入団 登録名「桃次郎」 |

## 過去に在籍していた主な選手

### NPB入団選手
※年はNPB入団前の最終所属年度。当球団から直接入団した選手に限る。
- 2018年
  - 内山太嗣 - 東京ヤクルトスワローズ （育成ドラフト1位 、2019年 - 2022年、2023年コーチとして栃木復帰[1][2]）
- 2020年
  - 石田駿 - 東北楽天ゴールデンイーグルス （育成ドラフト1位、2021年 - 2022年）
- 2021年
  - ダニエル・ミサキ - 読売ジャイアンツ （2021年途中 - 2022年、元野球ブラジル代表）
- 2023年
  - 尾田剛樹 - 中日ドラゴンズ（育成ドラフト3位、2024年 - ）
- 2024年
  - 清水武蔵 - オリックス・バファローズ（育成ドラフト2位、2025年 - ）

### 海外プロリーグ入団選手
※年は海外プロリーグ入団前の最終所属年度。当球団から直接入団した選手に限る。
- 2018年
  - 韓善泰（朝鮮語版） - KBOリーグLGツインズ ドラフト10位 （2019年 - 2022年）

### その他
- 飯原誉士 - 元・東京ヤクルトスワローズ （2018年 - 2023年、コーチ兼任　2024年チームディレクター就任[3]）
- 石川慧亮 - 石川翔の実弟 （2021年 - 2024年）
- 板倉寛樹 - 初代主将 （2017年）
- ヴィクター・ウーゴ・マスカイ・コウチーニョ - 野球ブラジル代表 （2024年）
- 大坪亮介 - 引退後、横浜DeNAベイスターズブルペン捕手[4] （2021年）
- 金伏ウーゴ - 元・読売ジャイアンツ （2017年 - 2018年）
- 金子将太 - 元・福岡ソフトバンクホークス （2017年 - 2018年途中）
- 叺田本気 - 引退後、オリックス・バファローズブルペン捕手（2021年 - 2022年）[5]
- 北方悠誠 - 元・福岡ソフトバンクホークス （2019年・2020年・2021年）[注 2]
- 宜保優 - 宜保翔の実兄 （2022年 - 2023年）
- 齋藤誠哉 - 元・福岡ソフトバンクホークス （2019年 - 2020年）
- 齋藤尊志 - 2020年東地区首位打者 （2020年 - 2021年）
- 坂田将人 - 元・福岡ソフトバンクホークス （2018年 - 2020年）
- ジョン・ケネディ - 野球オーストラリア代表 （2019年 - 2020年途中）
- 高野圭佑 - 元・阪神タイガース （2022年）
- 富山太樹 - （2023年）
- 中﨑雄太 - 元・埼玉西武ライオンズ （2017年、コーチ兼任）
- 中村恵吾 - 元・福岡ソフトバンクホークス （2017年 - 2018年）
- 西岡剛 - 元・阪神タイガース （2019年 - 2021年）
- ホセ・アコスタ - 千葉ロッテマリーンズからの派遣選手 （2021年）
- 村田修一 - 元・読売ジャイアンツ （2018年）
- 村中恭兵 - 元・東京ヤクルトスワローズ （2021年）
- 安井勇輝 - （2020年）
- 八木健史 - 元・福岡ソフトバンクホークス （2017年 - 2018年、コーチ兼任　引退後2020年までコーチとして在籍）
- 吉田えり - リーグ初の女性選手 （2017年 石川ミリオンスターズからの移籍）
- ルーカス・ホジョ - 野球ブラジル代表 （2018年 - 2020年）
- 若松駿太 - 元・中日ドラゴンズ （2019年 - 2020年）

## 歴代監督
- 辻武史（2017年 - 2018年）
- 寺内崇幸（2019年 - 2024年）